# Federação Paquistanesa de Voleibol
A Federação de Voleibol do Iraque (em inglês: Pakistan Volleyball Federation, PVF) é  uma organização fundada em 1955 que governa a pratica de voleibol no Paquistão, sendo membro da Federação Internacional de Voleibol e da Confederação Asiática de Voleibol, a entidade é responsável por  organizar  os campeonatos nacionais de  voleibol masculino e feminino no país.